# Peter Eduard Glaser
Peter Eduard Glaser (* 5. September 1923 in Saaz, Tschechoslowakei; † 29. Mai 2014 in Lexington, Massachusetts, Vereinigte Staaten) war ein aus Böhmen stammender amerikanischer Ingenieurwissenschaftler und Raumfahrtingenieur.

## Leben
Peter Eduard Glaser entstammte einer jüdischen Familie aus Saaz. Er war der Sohn von Hugo und Helen Glaser, geb. Weiss. Sein zweiter Vorname verweist auf seinen Großonkel Eduard Glaser, der ein bedeutender Arabist und Archäologe war. Kurz vor dem Münchner Abkommen über den Anschluss des Sudetenlandes an das Deutsche Reich 1938 wanderte er mit seiner Familie nach England aus. Im Jahr 1943 absolvierte er in Leeds eine Technische Hochschule (Leeds College of Technology). Danach trat er in die tschechoslowakische Auslandsarmee ein. Nach dem Krieg beendete er 1947 sein Studium an der Karls-Universität Prag. Kurz nach dem Februarumsturz in der Tschechoslowakei im Februar 1948 emigrierte er in die USA, wo er seine Studien fortsetzte und im Jahre 1955 an der Columbia-Universität mit einer Promotion zum Dr.-Ing. abschloss. Im Jahr 1954 wurde er amerikanischer Staatsbürger. Im Herbst 1955 heiratete er die Emigrantin Eva F. Graf und hatte mit ihr drei Kinder. Sein Hobby der Archäologie im südlichen Arabien hatte er von seinem Großonkel Eduard Glaser übernommen.

## Berufliche Tätigkeiten
Bereits während seines Studiums leitete er die Projektierungs-Abteilung der Firma Werner Textile Consultants (1949–1953) in New York City.
Sein gesamtes Berufsleben verbrachte P. E. Glaser von 1955 bis 1994 in der Unternehmensberatung Arthur D. Little, Cambridge (Massachusetts), von 1985 bis 1994 als Vizepräsident für Advanced Technology, anschließend von 1994 bis 2005 war er noch als Berater für das Unternehmen tätig.
Seit dem Jahr 2005 war Glaser im Ruhestand. Sein gesamter beruflicher Nachlass und einige seiner persönlichen Papiere sind in der Bibliothek des Massachusetts Institute of Technology (MIT) archiviert.

## Projekt-Beteiligungen
Beim Apollo-Programm war Peter Glaser als Projektmanager für den Mond-Laser-Spiegelreflektor (Lunar Laser Ranging – LLR) maßgeblich beteiligt. Dieser wurde erstmals am 20. Juli 1969 durch die Apollo 11-Crew und zwei weitere bei den folgenden Mond-Missionen Apollo 14 und Apollo 15 auf der Mondoberfläche installiert. Diese Reflektoren ermöglichen eine genaue Messung der Entfernung zwischen Erde und Mond und werden noch heute verwendet.
Danach richtete Glaser seine Aufmerksamkeit auf die Nutzung des Sonnenlichts als Energiequelle. Er wollte die Möglichkeiten der kosmischen Sonnenenergie für so genannte Sonnenenergie-Satelliten (Space-based solar power – SBSP) nutzen. Bereits im Jahr 1968 hat er ein Konzept für diese Geräte und im Jahr 1973 ein Patent entwickelt. Das Projekt sah ein Solarkraftwerk vor, das in einer geostationären Umlaufbahn in einer Höhe von etwa 36000 km über dem Äquator installiert werden sollte, wo das Sonnenlicht fast ohne Unterbrechung durch den Tag-Nacht-Wechsel genutzt werden könnte.
Er war außerdem für die Apollo-Wärmestrom-Sonde Lunar und das Lunar Surface Gravimeter (LSG) verantwortlich. Im Januar 1986 wurde die Space Shuttle Columbia STS-61-C-Mission gestartet, bei der Glaser beteiligt war, u. a. durch Experimente zur Blutlagerung und zum Einfluss von Gravitationseffekten auf Blutzellen.
Später bearbeitete Glaser weitere wissenschaftliche Aufgaben für Shuttle-Missionen.
Glaser entwickelte seine Ideen in Entwurfs-Teams von Boeing und später im Marshall Space Flight Center (MSFC), im US-Energieministerium und in der NASA.

## Wissenschaftliche Studien
Glasers wissenschaftliche Aktivitäten lagen u. a. auf den folgenden Gebieten:
- Solarschmelzofen,
- Hochtemperaturforschung,
- Solarstrom-Satelliten,
- Solare Klimatisierung (Heizen und Kühlen mit Sonnenenergie),
- Solarzellen und Photovoltaik,
- Anordnung von Solarmodulen im Weltraum,
- die ländliche Elektrifizierung von Systemen mittels erneuerbarer Energien,
- Mondlande-Missionen,
- Außenbordeinsatz auf dem Mond,
- Raumstation mit Wohnmodulen und Verbesserung von Raumanzügen,
- moderne Raumtransportgeräte,
- Sensorsysteme im Weltraum zur Untersuchung von kohlendioxid-verursachten Klimaänderungen,
- Flugzeuge mit langer Flugdauer in großen Höhen mittels drahtloser Energieübertragung.

## Mitgliedschaften
Glaser war Mitglied vieler wissenschaftlicher Gremien und Institutionen und Berater der NASA (1963–67).
Glaser diente als Berater des National Research Council (1960–62) und war Mitglied des National Institute of Standards and Technology (1993–96).
Er war Mitglied des International Institute of Refrigeration (1959–72), der National Academy of Sciences (1958) und deren Studiengruppe Solar Energy (1971–85),
Mitglied der American Solar Energy Society und deren Präsident (1967–72) und der Solar Power Satellite Advisory Panel des Office of Technology Assessment des Kongresses der Vereinigten Staaten (1980–81).
Glaser war Mitglied und Direktor der amerikanischen Raumfahrtgesellschaft (1977–84). Im Jahr 1978 schuf er den Sunsat Energy Council, eine NGO im Wirtschafts- und Sozialrat der Vereinten Nationen, und diente als deren Präsident (1978–94) und Vorsitzender (1994–2000). Er war Mitglied der International Astronautical Federation und hatte den Vorsitz im Space Power Committee (1984–89). Er war Mitglied der National Space Society und der Senior-Gruppe im Space Studies Institute (1990–2005). Er war ein stimmberechtigtes Mitglied des Engineering Council der Columbia-Universität (1984) und als Berater für Space Power Research, Japan (1998–2005) tätig.
Er war Präsident der Gesellschaft Power from Space Consultants von 1994 bis 2005 und
ein Mitglied der American Society of Mechanical Engineers und der International Academy of Astronautics.

## Publikationen
Glaser hat mehr als 800 wissenschaftliche Abhandlungen und eine Reihe von Büchern veröffentlicht.
Er war Herausgeber und Chefredakteur von verschiedenen wissenschaftlichen Zeitschriften, u. a. Herausgeber des Journal of Solar Energy (1972–1985), Mitherausgeber der Zeitschrift Space Power Journal (1980–1986) und Mitglied in der Redaktion von Space Policy, Space Power, Journal of Practical Applications in Space und Solar Energy. Er war Gast-Herausgeber des Sonderausgabe Space in Policy für den Abschnitt "Sonnenenergie aus dem Weltraum".
Glaser war Herausgeber von The Lunar Surface Layer (1964), Thermal Imaging Techniques (1964), Solar Power Satellites — The Emerging Energy Option (1993), Solar Power Satellites — A Space Energy System for Earth (1998) und von Solar Power Systems in Space, er bearbeitete auch das Standardwerk Handbook of Powerplant Engineering (1998).

## Ehrungen
Glaser gehörte zur amerikanischen Wissenschaftselite. Für seine Arbeit erhielt er zahlreiche Auszeichnungen, so wurde er im Jahr 1974 von der Columbia-Universität für Beiträge auf dem Gebiet der Ingenieur-Wissenschaft mit der Carl F. Kayan-Medaille ausgezeichnet. Er erhielt 1983 die Auszeichnung Farrington Daniels von der International Solar Energy Society. Im Jahr 1993 hatte die Internationale Astronautische Föderation Peter Glaser zum Plenarvortrag auf ihrer Jahrestagung eingeladen. Er wurde 1996 in die Hall of Fame für Weltraumtechnik der Space Foundation aufgenommen.